# Erik Christiansen (bokser)
 For alternative betydninger, se Erik Christiansen. (Se også artikler, som begynder med Erik Christiansen)
Erik Christiansen (født 1913, død 1978) var en dansk professionel bokser.
Erik Christiansen debuterede som professionel den 9. oktober 1936 ved et stævne i Odense Stadionhal mod englænderen Nobby French, som Christiansen slog ud i 4. omgang. Næste kamp i karrieren blev bokset den 9. april 1937 i København mod den tyske bokser Hans Drescher, der på daværende tidspunkt havde 15 professionelle kampe bag sig. Erik Christiansen tabte kampen på point, men opnåede sejr i sin næste kamp senere på året mod den tyske veteran Fritz Reppel, der blev slået ud i 4. omgang. Det blev dog ikke til flere kampe for Erik Christiansen.